# 巫賢
巫賢（ふけん、生没年不詳）は中国殷代の政治家。
殷の第13代帝祖乙に用いられて、衰えた殷を復興した。祖乙の在位中に耿に遷都することを勧めた。
なお、その名前が示すとおり、巫賢とは本名ではなく通称であると思われている。巫とはすなわち聖職者、賢は賢人をあらわすと考えられ、祭事に通じた神官であったと思われている。